# Calligrafia georgiana

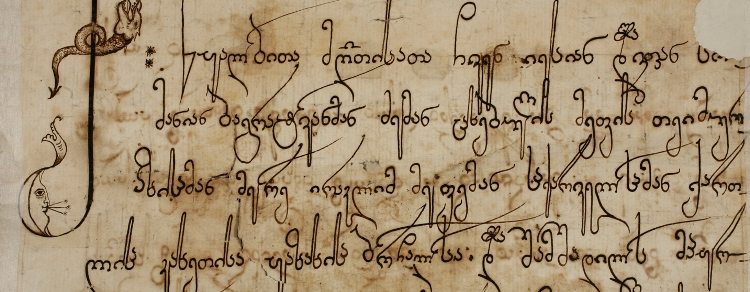
Lettere patenti di Eraclio II di Georgia.

La calligrafia georgiana (in georgiano ქართული კალიგრაფია?, kartuli k'aligrafia) è l'arte di scrivere in maniera codificata ed esteticamente ricercata usando i tre alfabeti georgiani.

## Storia
La Georgia ha una tradizione calligrafica vecchia di secoli, tanto che l'attenzione ai manoscritti dei primi secoli cristiani in Georgia è un vero e proprio fenomeno culturale e nazionale. Il cristianesimo ha giocato un ruolo enorme nella vita letteraria georgiana a cui la Chiesa apostolica autocefala ortodossa georgiana e suoi monaci hanno ampiamente contribuito creando manoscritti che costituiscono ancor oggi la memoria storica della nazione georgiana.
Ogni 14 aprile la Georgia celebra d'altronde la giornata della lingua georgiana, durante la quale si tengono presso il Centro Nazionale Georgiano dei manoscritti concorsi di calligrafia che premiano i migliori calligrafi.
In Georgia il Regno di Tao-Klarjeti, centro culturale del Paese, è stata la culla dei migliori calligrafi ma pure artisti, letterati e architetti georgiani. La calligrafia georgiana è stata peraltro praticata anche fuori dalla Georgia, precisamente i georgiani hanno creato opere scolastiche e religiose esempi di calligrafia georgiana nei seguenti siti:
- monastero bulgaro di Petritsoni costruito da georgiani;
- monastero del Monte Athos di Iviron costruito da georgiani;
- monastero della Croce a Gerusalemme costruito da georgiani;
- monastero Mar Saba a Gerusalemme
- monastero di Santa Catherina del Monte Sinai;
- Antiochia e Costantinopoli.

## Galleria d'immagini

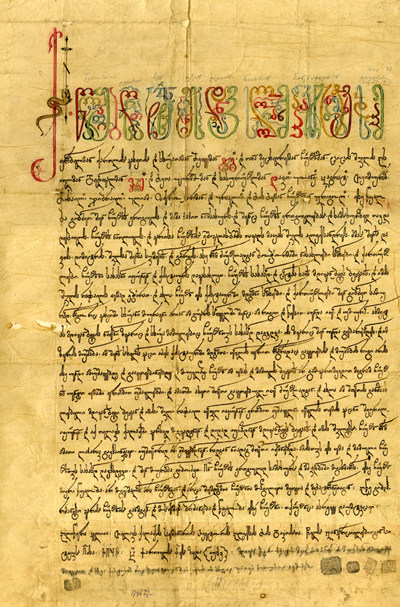
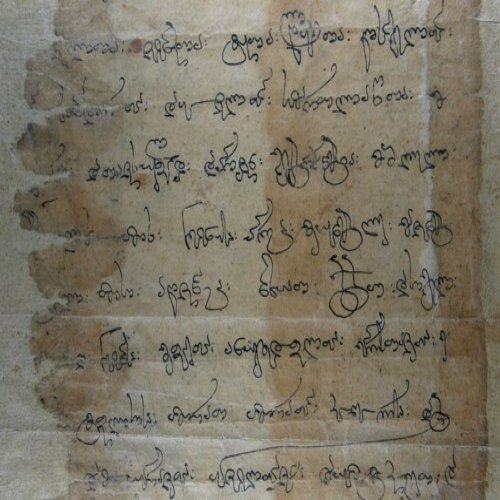
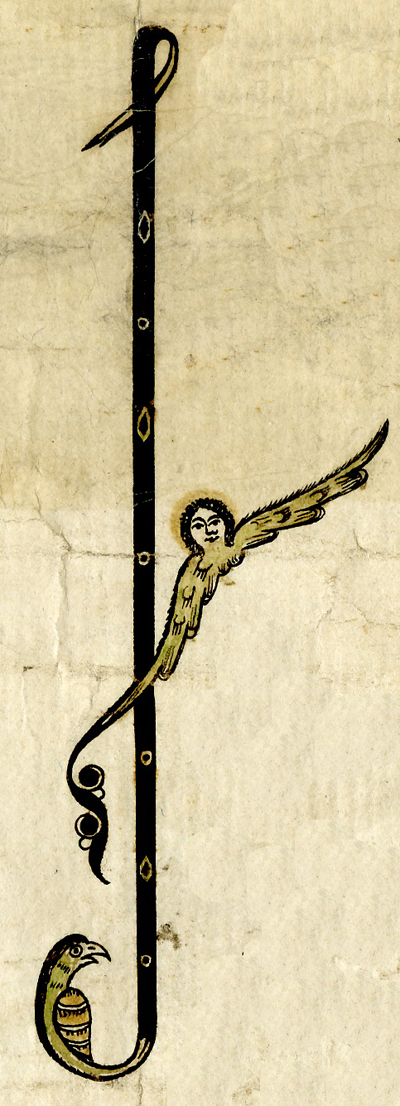
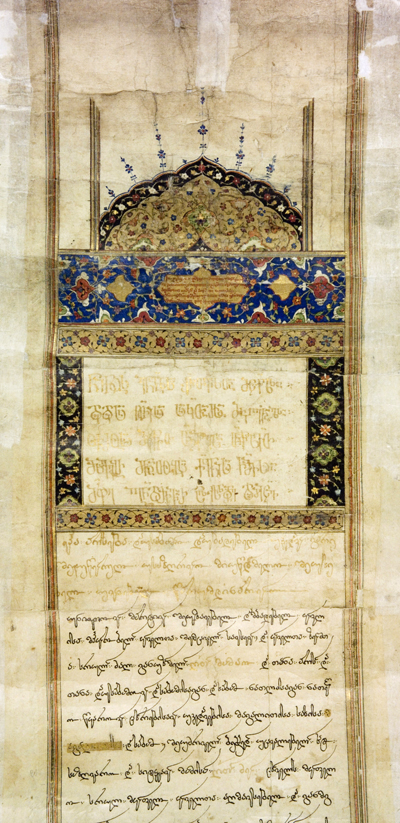
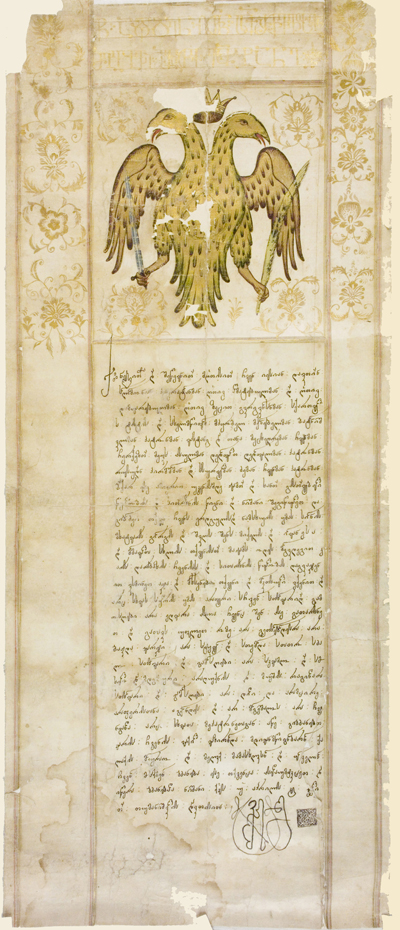
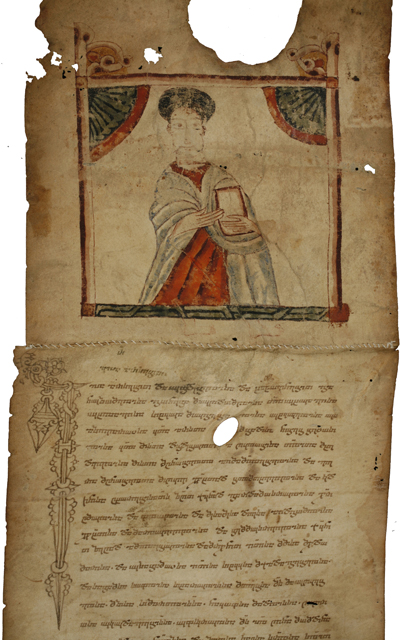
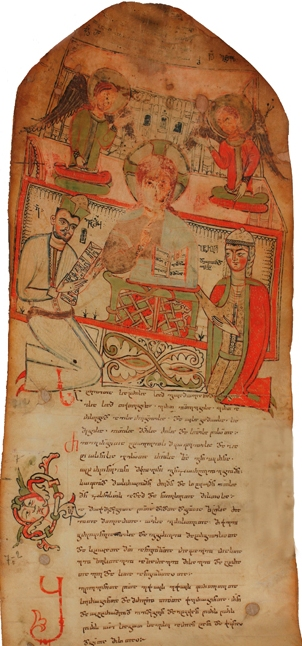
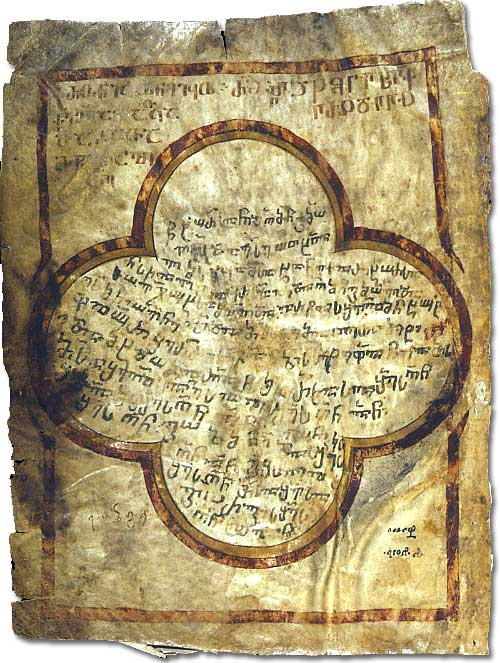
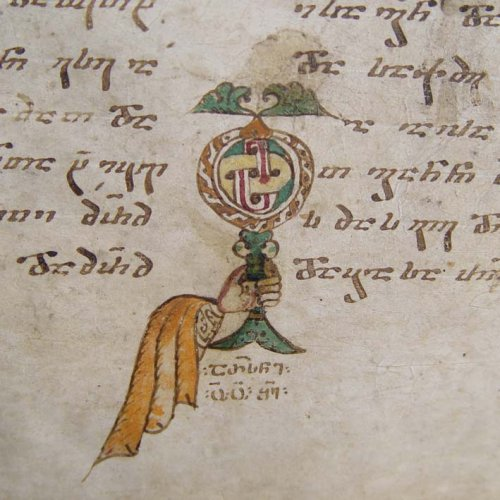
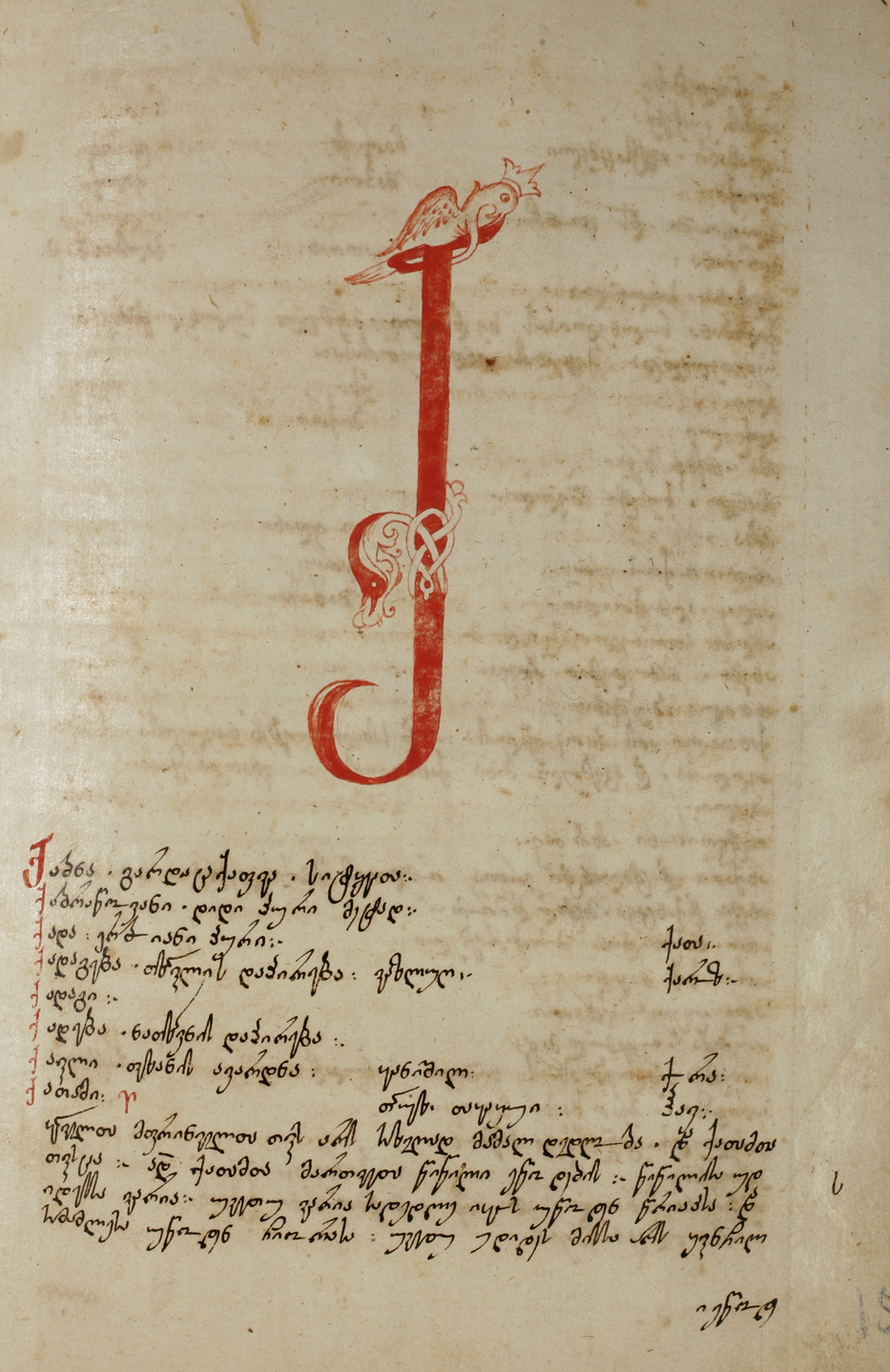
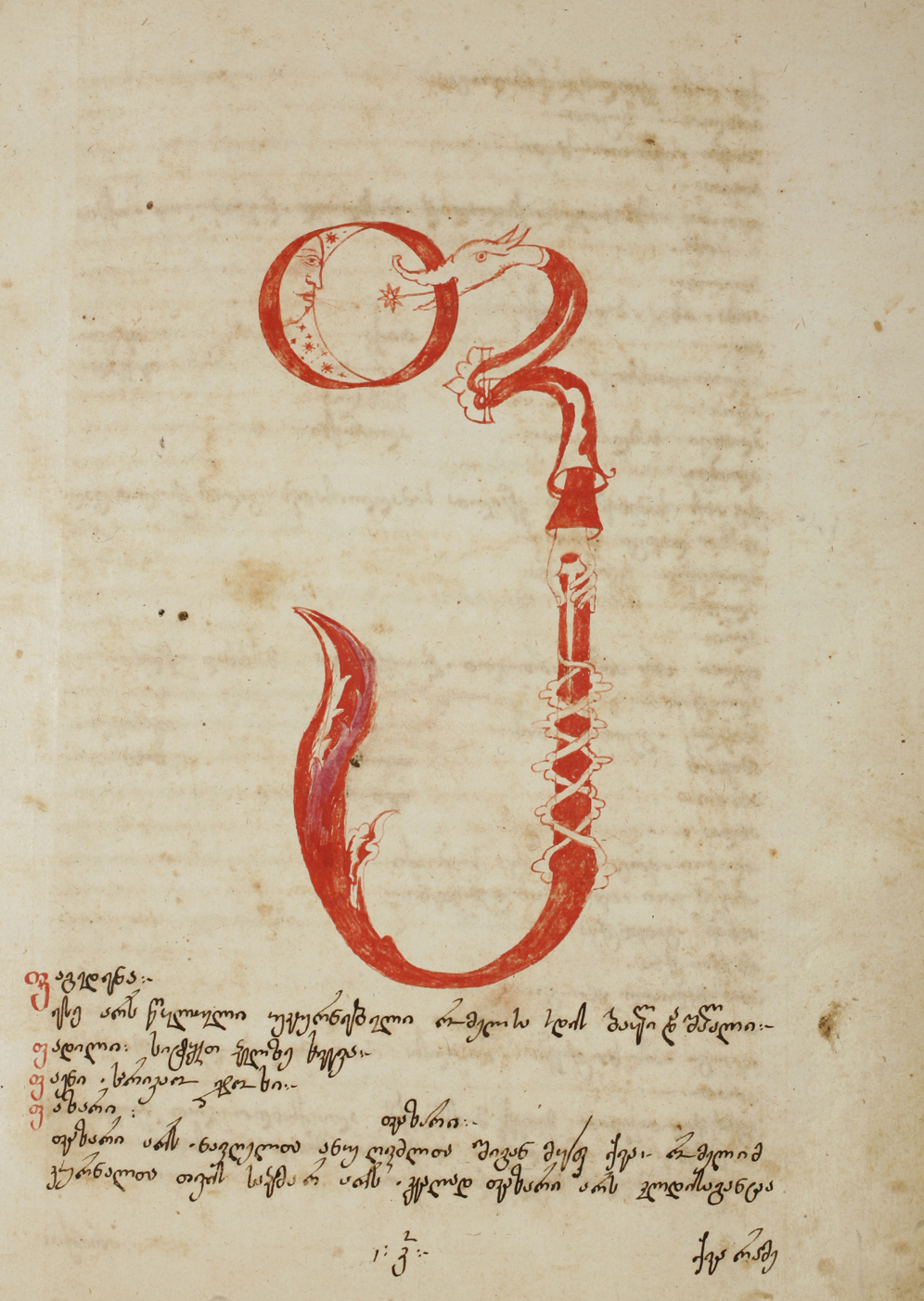
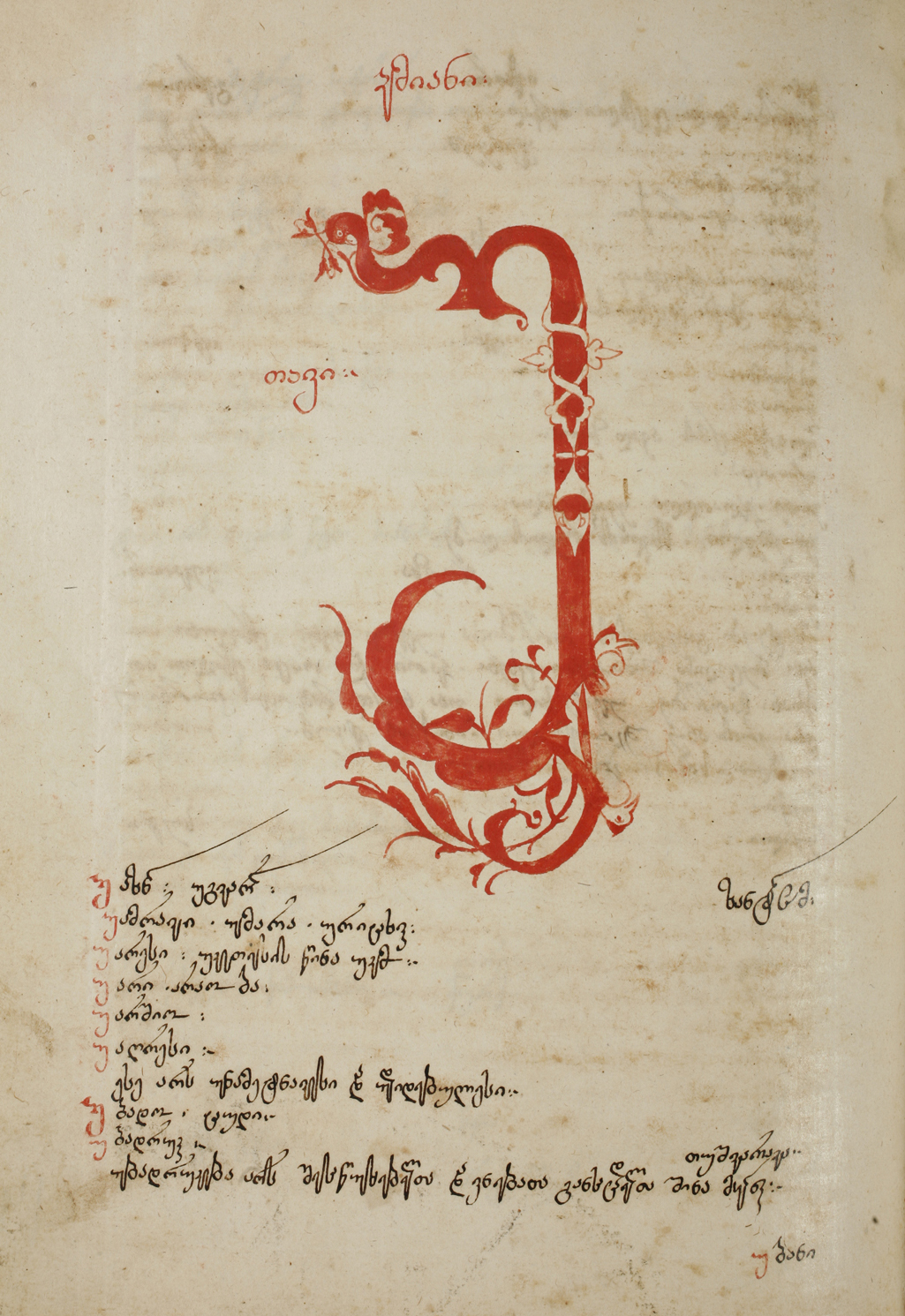
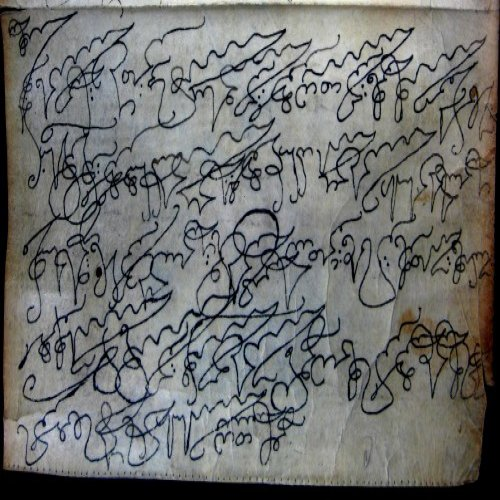